# Виловатое
Виловатое — село в Богатовском районе Самарской области. Административный центр одноимённого сельского поселения.

## История
Село основано в 1878 году.

## География
Село расположено на левом берегу реки Самары в Богатовском районе.

## Достопримечательности
В селе Виловатое находится огромный каменный храм в три придела: главный — во имя Архистратига Михаила, северный — в честь Святителя Николая Чудотворца и южный — в честь Покрова Пресвятой Богородицы. Строительство велось на средства купца первой гильдии Василия Тихоновича Прохорова и продолжалось почти 14 лет, с июня 1901-го до ноября 1914 года.

## Известные уроженцы
- Родион Михайлович Берёзов — русский прозаик, поэт, детский и христианский писатель, драматург.
- Николай Алексеевич Кривошеев — российский химик, член-корреспондент АН СССР (1979) и РАН (1991).